# Staplehurst
Pour les articles homonymes, voir Staplehurst (homonymie).
Staplehurst est une ville du Kent en Angleterre, au sud de Maidstone.
Sa population était de 5 947 habitants en 2011.
À proximité se trouvait un aéroport (en) utilisé par la Royal Air Force, à présent désaffecté.